# أماميان (اسم)
أَمَامِيَّان هو اسم علم مؤنث من أصل عربي، جاء الاسم على صيغة مثنى (المفرد: أَمَامِي)، ومعناه هو مثنى أمامي نسبة إلى أَمام.